# Hieracium belonodes
Hieracium belonodes es una especie de planta con flor del género Hieracium, de la familia Asteraceae, orden Asterales.

## Distribución
Hieracium belonodes se distribuye por Noruega.

## Taxonomía
Fue descrita científicamente por Omang. Fue publicada en Nyt Mag. Naturvidensk. 84: 142 (1944).